# Сопица
Сопица е село в Западна България. То се намира в община Брезник, област Перник.

## География
Село Сопица се намира в планински район. Селото е в котловина, която се намира между четири височини, боровата гора „Глог“ или „Султан тепе“, „Дървен кръст“, „Стойков рид“ и „Круша“.
През селото текът две рекички, като едната извира от местността „Пуста ливада“, а другата от местността „Соленик“, двете се вливат в центъра на селото в една и тя се влива в река „Конска“, която минава през местността „Ливагие“.
Почвите в селото са предимно черноземни и пясъчни варовици. Скалите в селото са от мезозойската ера – креда. От с. Сопица се простира ивица от вулканични скали – андезити, андезитови туфобрекчи и туфи, прослоени с червени и сиви мергели. Самата ивица се разполага в ядките на антиклинални гънки, тя започва от Сопица и се простира през Брезнишкото бърдо, към с. Гърло докъм селата Неделково и Завала. Освен плодородните земи, в селото има и много извори, сред които и минерален лечебен извор (помага при бъбречни заболявания) в местността „Соленик“, а от там и името на извора, наричан от жителите „Слана вода“. Край селото в местността „Бела земя“ се намира язовир „Сопица“, които преди години е бил източен.
Освен плодородните си земи, с имена „Суровище“, „Своге“, „Усое“, „Тресуля“, „Соленик“, „Пуста ливада“, „Чаговец“, „Чифлик“, „Равнище“, „Кална бара“ и други, над селото има борова и брезова гора „Мали и Големи Глог“ или „Султан тепе“.
Сопица е съвременно и благоустроено село с изградена инфраструктура, до него има асфалтов път и достъпът е лесен. Най-близкият град е общинският център Брезник на 11 km и областният – Перник на 19 km. От тези данни личи, че Сопица освен че е в центъра на областта Граово, е и важно стратегически разположено село.

## История
Данни показват, че на мястото на днешното село Сопица, е имало селище още от времето на траките. От някои археологически находки, които са открити в землището на с. Сопица се установява, че то е на повече от две хилядолетия. В местността „Мали глог“ / „Султан тепе“ е намерен релеф на тракийски конник с кратък надпис. Има и няколко тракийски надгробни могили, които допълват далечната история на селото. В земите на днешното село Сопица и в цялата област Граово е живяло тракийското племе „агриани“, споменава Тукидид, както и други две племена – „илеи“ и „граеи“. Днешното име на селото идва от изчезналата в българския език нарицателна дума „соп“, която има значение на място, богато на извори, чучури, и наставката „-ица“. Името на Сопица със сегашното си име се споменава най-рано в турски документи от 15 век, а именно през 1453 г. По това време то е принадлежало към Софийската каза (околия). Първите документи, в които за първи път се среща името на Сопица, са „Извори за българската история“, том 13, и респективно „Турски извори за българската история“, том 2 от 1966 г., издание на БАН. В същите документи за Сопица е отбелязано следното: До 3 декември 1453 г. е било тимар (феодално владение) на Масхара Хъзър и от тази дата се прехвърля на Бей Кули Мукбил. След това един дял от с. Сопица от Мукбил преминава у Пути Хъзър. Този дял се състоял от 26 домакинства, 3 вдовици и приход 1550 акчета. Съществуват и други записвания от този период. На същата дата е записано следното: Тимар на Оклукчу Али преминал у него от Мехмед, син Йешил Исхак. Притежава берат, т.е. заповед, указ от Худавендигяр (султана). Този дял от Сопица: 42 домакинства, 5 вдовици и приход 2870 акчета. Лицата, които са владеели селото, са били военно задължени към султана, т.е. към централната турска власт. Населението на Сопица не е понасяло безропотно жестокостите на турската тирания. Особено в края на 18 и началото на 19 век, когато са върлували кърджалиите и в Брезнишкия край. Един от тези е Кара Фейзи, който е плячкосвал и опожарявал селата и земите, включително и Сопица, където всъщност в местността „Чифлик“ (средновековно кръстовище на пътища, идващи от София за Дирахиум, и от Бяло море за Дунава, от там е минавал и средновековния „Железарски път“) е била лятната му вила и оттам идва и днешното име на местността. По повод безчинствата на Кара Фейзи, един скромен монах – поп Стоян от с. Сопица, който служи в брезнишката църква „Света Петка“ през 1804 г., в една преписка на една църковна книга намира за уместно да запише няколко реда, с които да съобщи на идните поколения за това жестоко време. На 20 ноември 1813 г. поп Стоян отбелязва следното Кириакодромион (Неделник) брезнишки, брезнишката църква е съборена от Кара Фейз. Следващата година е белязана от чума – много светъ измре. Кара Фейз изсича много гори и що имаше по вилаето древо и по софийската каза и по знеполската каза…. И друго да се знае, кога дойде Кара Фейз у Брезник да е ага, та изяде всичкото жито на света, та щеше да помре светът за хляб. Писа поп Стоян от Сопица това лошо слово, да му се смее светът. Друг бележит жител на Сопица е бил и поп Маринко, който служил в църквата „Света Петка“ в Брезник от 12 октомври 1848 г. нататък. По-късно във времето има друга известна и обаятелна личност – Крум Апостолов Попов. Въпреки че България вече не е под османска власт, държавата е разпокъсана и част от земите ѝ са останали под турска власт. Крум Апостолов се включва в македонското четническо движение за освобождаване земите около Пирин, останали под турска власт. Ето какво пише Николай Христов – директор на дирекция „Окръжен държавен архив“ – Враца: Крум става четник при войводата Михаил Чаков от с. Гумендже, Ениджевардарско. На 27 май 1907 г. четата, наброяваща 38 души, заминава за Велешко. Цял месец тя кръстосва друмищата, за да даде своето генерално сражение срещу вековния поробител. И в кметството на с. Сопица е снимката на четника Крум Апостолов Попов с въстаническата униформа с оръжие, чрез която е установено, че той е загинал в сражението на четата с редовна турска войска на 3 юли 1907 г., край с. Ракле, Велешко, днешна Северна Македония. След Освобождението ни от османско владичество друга бележита личност от с. Сопица е поп Станко, който бил запопен от владиката Партений Пирински в 1869 г., живял в края на 19-и и началото на 20 век и бил начело на русофилското движение, той бил енорийски свещеник на Сопица и на селата южно и източно от Брезник. По повод на организирането на Априлското въстание в околията поп Станко е бил заподозрян, след което е арестуван и измъчван, заедно с поп Рисанда от Бегуновци, игумен на Билинския манастир. По-късно в един разказ на Стоян Василев от с. Вискяр той споменава, че при служба в техния дом, поп Станко е трябвало да спомене в молитвата си „Нашему князу Фердинанду“, но той се запънал казал няколко пъти: „Фер, Фер“ и спрял. Обърнал се към сина си Пене, който го придружавал навсякъде и го запитал: „Пене бре, а бре, как се казваше това софийско куче....., че не мога да го кажа?“. Пене му казал името. Поп Станко се помъчил да го каже, но пак не могъл. И така си приключил молитвата, без да спомене името на княза Фердинанд. За тази си дързост, която не била единствената, те били наклеветени и заедно със сина си били осъдени и хвърлени в тъмница. В с. Сопица са родени и живели още редица бележити личности, за които няма достатъчно запазени данни: Коста Петров – учителствувал в Сопица през 1910 г. – роден в Дупница, Станке Димитров-Марек – изградил първата партийна организация на БКП през 1919 г., в Сопица, Серги Дамянов Модев – участвал в събитията по обявяването на тъй наречената Радомирска република, Георги Димов Витанов, Нестор Петров, Методи Витанов. След Освобождението на България от османско господство, с. Сопица се е намирало в Трънски окръг – Брезнишка околия, през 1905 г. Брезнишката околия е включена в Софийски окръг. В състава на Брезнишката околия е имало 9 общини, като една от тях е била община Сопица и към нея са включени селата Велковци и Слаковци. От всичко по-горе написано личи, че жителите на с. Сопица освен трудолюбиви са горди и честолюбиви хора, които милеят и радеят за селото си.
Известни със своята предприемчивост жители на с. Сопица са: Величко Гьорев – колар; Мила Младенов – колар; Тодор Денков – шивач; Стоимен Тодоров – кожухар; Коста Кузманов – дърводелец; Велин Костов – дърводелец; Стоян Джерманов – файтонджия; Митко Гергинов – майстор-строител. В Сопица е имало три кръчми: Жотина, с казан за варене на ракия, до нея е била Божиловата, с яхър до нея за гости и търговци, третата е била Николината кръчма. Освен тях е имало бакалница, собственост на Крум Жотин, който бил и джамджия. Ковачница е имал Ладе (циганин). Около селото е имало пояти за овце, като почти всички родове са имали такива и са се намирали в имотите им, като до всяка поята е имало чешма. В местността Джурница са се намирали: Жотината поята, Станковата поята, Джорджината поята, сега там се намират сградите на вече бившето ТКЗС. В местността Язине се е намирала Бежанска (Вуклина) поята, в местността Чаговец се е намирала Милина поята, в местността Кална бара е било Иваново поятище, в местността Три кладенци е била Пейчова поята, в местността Друм е била Попкоцина поята, в местността Мали Глог / Султан тепе е била Джерманова поята, а в местността Круша е Андрейина поята. Освен това е имало и малки воденици караджейки с един камък, такава е била Доцина воденица, която се е намирала в местността Орница на р. Конска. По-надолу към края на сопишкото землище (към Велковци) е имало бент за Момчиловата воденица.

## Религия
Православни християни.

## Обществени институции
- Кметски наместник Наталия Панова
- Читалище Светлина

## Културни и природни забележителности
Едно от културните забележителности на Сопица е църквата „Свети Георги“. Тя се намира в североизточната част на селото, на една от най-високите части. Тя е стара средновековна сграда, която най-вероятно е строена в 1810 г. Църквата е малка еднокорабна с вход от запад и от юг. Изградена е от ломен камък с хоросанова спойка. Тя спада към едноапсидните църкви от късното Средновековие, характерни за Горнострумския район и Знеполе. През 1806 г., когато Кара Фейзи става аян на Брезник и според легендите разтурва всички църкви, най-вероятно разваля и църквата в Сопица, но през 1810 г. е вдигната наново. В двора на църквата се намира кръст, наподобяващ бременна жена. Той е намерен на най-високото място в селото – Големи глог. Смята се, че кръстът е на ордена на Тамплиерите, но се оказва че всъщност формата на кръст е характерна за нашия край. Кръстът е оброчен и на него се изнася курбан за свети Георги и също има предание, че който го докосне и силно вярва получава изцеление на мъката или болестта си. Не се знае кога и защо е бил побит там. Кръстът е бил на два метра под земята, но при случайни разкопки е намерен и пренесен на ръце от жителите на селото в двора на църквата. Там е побит на средата на двора. Около него се намират множество кръстове на различните свещеници, допринесли с по нещо за запазване на църквата и просвещаване на населението на селото и околността. Единият кръст е на поп Станко Маринков, починал на 23 януари 1909 г. Сред тях е и кръст от 1891 г. Камбаната на църквата е една от най-мелодичните.
Друга забележителност на селото е сградата на вече бившето начално училище „Свети свети Кирил и Методий", която е построена през 1935 г., сега там е кметството на селото. Първото училище в селото е било построено веднага след Освобождението от османска власт. То се е намирало в средата на селото, под черквата на възвишението Глог, на скат. Училището се е състояло от две стаи с коридор над мазе за дърва. По това време се е писало на плоча с калем, а след това с перо и мастило. Самото училище е съществувало до към 1930 г., след това за училище се е ползвала тристайната къща на Янко Бежански. След това е била построена днешната сграда на мястото на тогавашната кръчма на Йордан Николов, до старата чешма на площада. В училищата е имало и учители от селото, сред които са: Петър Попстанков, Димитър Аначков. Освен църквата и училището в селото в местността Дървен кръст се намира каменен кръст, където са се правили курбани на Спасовден, по което може да се заключи, че самото място е свещено и не напразно местността се нарича Дървен кръст. Друга забележителност на селото са двете тракийски могили, които са отбелязвали т.нар. Железарски път. Едната се намира в местността Чифлик, където се е намирал основен средновековен кръстопът, а другата в местността Корачев кръст.

### Митове и легенди
Към края на 14 век Сопица е била на двата бряга на река Конска (приток на Струма), която е водосборна на повече от половината рекички на Граово; турците са покорили повечето българските земи и турски отряд се насочва към Белград, като целта им е била Виена. Турският набег е спрян през 1690 г. Последвал жесток терор на вече покорените земи и народи. Зачестили нападенията над българските селища от башибозуци, черкези и кърджалии. Българите отговорили с хайдути в планините. Така един ден турски отряд се озовал покрай селото, първенците на Сопица следели всичко с тревога от приближаващите турци, които след себе си водели анадолски заселници. Една вечер двама турци дошли на оглед в Сопица. Насочили се към къщата на първенеца Славен, която била на левия бряг на реката. Неканените гости, му дали да разбере, че къщата му ще бъде тяхна. Дали му срок до сутринта да се изнесе ведно с челядта си. Славен обаче не си глътнал езика от уплаха, посрещнал турците с торба ситен пясък, примесен със счукан лют пипер. Той им хвърлил пясъка в очите и ги заслепил и без да губи време грабнал секирата и ги убил. Заровил ги в една яма. Тревогата му останала, той събрал мъжете и решили да бягат. На два километра право на север е оградената от всякъде с високи хълмове малка котловина, обрасла с диви сливи, върби, брестове и търнаци. Път дотам нямало, което било добре дошло. В землянки и колиби се укрили от турците. Преди да тръгнат запалили старите си къщи до р. Конска, а мястото нарекли Селище. Местността и сега се нарича така. Хората от десния бряг вместо да тръгнат с основната група, решили и тръгнали на запад в покрайните на Църна гора и нарекли селото си Селищен дол. То и сега носи това име.
Друга легенда за това как се бранило селото от турските набези е за първенеца Чопарил, но вече на мястото на днешното село Сопица. В онова време турците нападали и отвличали момчета за еничари и момичета за робини. Хората от Сопица единствено с тояги (сопи) се отбранявали от набезите. От използването на сопите, идва и легендата за произхода на името на селото. Чопарил имал осем деца: пет момчета и три момичета. Турците успяват да отмъкнат двете най-малки момчета и най-възрастната дъщеря. Чопарил от мъка събрал здрави и силни мъже от селото в една дружина да бранят селото. Той разположил хората от двете страни на пътя (до селото се стигало само по един път). Турците навлизали в дефилето, а хората на Чопарил ги нападнали свирепо въоръжени единствено със сопи. Така селото се прочуло и турците и кърджалиите започнали да отбягват да нападат Сопица. От Чопарил произлиза Чопариловият род.
Друга легенда гласи, че по турско време брезнишкият валия събирал данък десятък и беглик от стопаните и овчарите. Валията владеел планината Църна гора. За да си осигури по големи доходи, валията разпратил слушатели по всички села. В определен ден и час те трябвало да чуят бумтежа на голям тъпан от връх Китка. Хората от селото убили турчина слушател; друга версия гласи, че са го напили, и се направили, че не са чули тъпана и така били освободени от данъци. Тъй като планината е богата на пасища и гори, в днешно време всички други села, които плащали данъци на валията сега притежават част от Църна гора, само с. Сопица няма. Хората от селото разказват и за съселянина си Яне, който трябвало да закара житото си на бирника в местността Брайкьов дол, но преди това го нагостил с баница и печена кокошка и го напоил с домашна ракия. Голяма част от житото селянинът скривал под овършаната слама. Яне заеквал доста смешно и когато трябвало да закара житото той подвикнал на пасящите наблизо биволи: – Ви-ви-ви-ви-доо, Ле-ле-ле-ле-ноо, а-а-а-а-иде, ко-ко-ко-ош. Умните и послушни биволи разбрали какво им казва Яне и сами се впрегнали в ярема. Пияният турчин ахнал от почуда: Вай, вай, машала. Аферим, чоджум. Аллах да те поживи. Прощавам десятъка на селото.
От това време е и легендата за местността Чифлик. Там имало бунар, в него бирник скрил гърне със злато и грошове от събраните берии и го затрупал. После бирникът изчезнал. Един ден дядо Димитър от Сопица орал с биволите, но те го ядосали и той забил пò на дълбоко ралото. С палешника изровил гърнето. Жълтиците скрил, но ненадейно починал и не се разбрало къде е скрил жълтиците. Много хора от Поповата махала са преровили двора му, но не са открили нищо.
Има една също запомняща се легенда за Тодор Деянов: По време на войната малка френска част, съставена от сенегалци минавала през Сопица и започнали да плячкосват и да гонят гъски и кокошки. Хората бранели животните, но двама все пак хванали няколко гъски, стреляли и убили Йордан циганина, ослепили Милан (Мика) Неделков и ранили Варадин Кузманов, баща на Делчо. Разгневеният Тодор Деянов развъртял сопата и проснал единият на земята, другият свалил и него на земята и посегнал да му реже главата. Съпругата на Делчо в това време наливала вода в стомни, грабнала една сопа, ударила го по главата и така спасила мъжа си.

### Песни и стихотворения
Една от песните за Сопица е „Село, село, наше село Сопица“. Песента започва така: Село, село, наше село, китно село Сопица, от как си се заселило, турци не са минавали, турци анадолци. Бог ни пази, ще ни пази нине и во веки...? Има и стихотворение за Сопица от Златко Михайлов Петров, което се нарича „Сопица“ и започва така: Стара, прастара майко Сопица, ти помниш ли твойте свидни чеда, които загинаха в лют бой за нашата свобода? Ох, помня, помня та коя майка рождена не спомня свойте деца?
Някои от изпълнителите, които са допринесли за популяризирането на селото из цяла България са певците от Сопица Найден Ганев и Йордан Богословов, който е печелил медал от надпяване за народни песни в Копривщица, с песни, научени от майка си. Освен песни и стихотворения, които са написани за Сопица, има и специално написана книга „Наше село Сопица“, посветена на селото от писателя, роден в селото Славчо Стоилов – Светослав.

### Обичаи и празници
В Сопица е имало обичай при голяма суша да се правят молебени, да се обикаля полето. Вайдудулка: момиче, облечено в дрипи, го поливат с вода, за да вали дъжд. На церемонията по молебена и обикалянето по полето се пее в хор „Кръсти носим Бога, молим дай Боже дъжд“. Друг обичай е имало при буря и градушка, чукат по връшника от подницата и викат „Пренеси го Джермане у гора“. На Еремия децата от селото чукат с машата по тенекия и викат „бегайте змии и гущери, утре е Еремия“, обикаляйки около къщата.
Когато дойде месец март, вечерта на първи март момите от селото заравят под камък червен конец и ако на сутринта под камъка има червей или буболечка момата ще се омъжи през годината. Има и обичай на Нова година сутринта момите в къщата да изхвърлят рано сутрин боклука на бунището и да чакат, ако долети сврака – ще се омъжат. При сватбите е имало обичай да се празнуват три дена. С музика и хоро се е водела булката на чешма за вода, там булката е чупела стомна, след това се вадел чеиза и раздавали дарове, обещавали са се дарения на булката, и накрая се вадела брачната риза на булката.
Празниците в селото се отбелязват по традиционен за селото начин. Така на Бъдни вечер не се яде върху маса, а се постиля слама на пода, върху нея черга и месал, върху който се слага храната: постни сарми със зеле, постен боб джуркан, постна баница с тиква, чукано конопено семе, чукан чесън, ошав от сухи плодове и задължително ябълки и орехи, които се делят по равно на всички след вечерята. Преди да се седне на вечерята се чете молитва от главата на семейството и се кади с тамян за изгонване на злите духове. Всички след вечерята остават да спят върху постелята до сутринта, като преди лягане стъпват в подницата, в която е печена баницата. На Коледа рано сутринта главата на семейството и някой от синовете със сламена въжица от постелята на Бъдни вечер и брадва отиват в градината: единият застава до дървото и казва: „ще раждаш ли или ще те сечем“, другият отговаря „ще раждам“ и завързват част от сламата. След това се излиза на мегдана и се играе хоро, предимно от младите, ергените се надхвърлят с камък, провеждат се борби в снега.
Друг празник е Тодорица, като преди кошията през селото да започне, се прави обиколка на църквата. На Йордановден (Богоявление) се е правил водосвет. През нощта се слага кръста в котел с вода и ако замръзне – годината ще бъде здрава. Прави се наддаване за кум и който даде най-голяма сума става кум и вади кръста. На Ивановден ергените в селото заграждат рекичката и във вира довеждат оженените през годината мъже и с дрехите ги хвърлят във водата за здраве. На Заговезни поклади се коли пиле, палят се огньове, правят се оратняци и се въртят, като се произнасят думите: „Ората, копата дай бабо момата“. След това се прескача огъня да не хапели бълхите. На Гергьовден се коли агне и се носи в църквата да му чете попът молитва, за което получава плешка, след това се носи във фурната да се пече и се сяда на софрата. На Гергьовден и на Димитровден се ценят момци за слугуване и цигани за пасене на селските говеда и свине, провежда се и стрижбата на овцете и се изкарват на егрек. В Сопица са се празнували и другите големи празници като: Великден, Петровден, Богородица, Архангеловден, Никулден, както и по-незначителните – Спасовден, Свети свети Константин и Елена, Благовец, Еньовден. В селото Коледа, Йордановден и Великден са се празнували по три дена. Освен на празници на мегдана на селото всяка неделя са се правели веселби, пеели са се песни и се играели хора. Този, който води хорото плащал на свирджиите. Известни музиканти в селото са били Веле и Гица на кемене (гъдулка), Лека – цигулар, братята му тъпанджии, Пеца Радев бил гайдарджия, а Раша Андрейин – кларнетист. Най-често свирените хора в селото били: Селското хоро, Еленино хоро, Пайдушко хоро, Право хоро и Ръченица (У трапеза); пеели се жетварски песни, гергьовски, лазарски, сватбарски, както и седенкярски и обредни.

## Редовни събития
В село Сопица се провежда всяка година събора на селото, в миналото той се е провеждал в близост до селото в местността Кална бара, като е имало народни игри и борби, надпявания и сергии, събирали са се хора от съседните села и Брезник, но след това събора е преместен (и разделен) между с. Сопица и гр. Брезник, като оттогава всяка година през последната седмица на месец юни се провежда събора на селото. По същото време се провежда и съборът в Брезник, наричан Видовден.
Друго бележито събитие за селото е мечкарлъка (сурва), в минало се е провеждало всяка година на 1 януари – Васильовден, като по това време е единственото село, което е спазвало традицията да се прави на тази дата. Сурва се е празнувала още от древни времена в Сопица, но снимки и данни за това има от началото на 20 век. По-старите хора разказват, че към края на 19-и и началото на 20 век, жителите на селото са празнували сурва на празника Заговезни поклади. Поради различни обстоятелства в днешни дни сурва се състои на 14 януари. На 13 януари вечерта в селото се състои среща на групата на селото с групите на селата Велковци и Расник, пали се огън, групите се посрещат с хляб и сол и започва истинската песен на звонците (чановете). Групата на село Сопица се нарича мечкари, костюмите са от овчи кожи, маските са от дърво, кожи и рога, а всички са обути с опинци (цървули). Всеки звончар (участник с чанове) носи и тояга (сопа) със себе си, като по това се различава от всички други групи. Кукерската група е участвала във всички издания на международния фестивал в град Перник. Групата е печелила награди: от 12 Международен фестивал през 1998 г. награда за оригинално представяне, от 13 Международен фестивал през 2000 г. награда за маски и костюми, от 14 Международен фестивал през 2002 г. наградата е парична, от 16 Международен фестивал през 2006 г. награда за цялостно представяне на младежка група, от 17 Международен фестивал през 2008 г. наградите са две: за обучение в традицията и за запазване на традицията (маскарадна група), от 19 Международен фестивал през 2010 г. награда за обучение в традицията. В колекцията от награди има и спечелен медал. След участие на фестивала в град Костенец „Поклади – Момин проход“ групата печели парична награда и награда за най-малък участник. Групата има и други награди, но след като е закрито читалището в с. Сопица те изчезват (през 2009 г. читалището е възстановено). Всяка година групата участва на общинския преглед на кукерските игри в град Брезник – Сурва. Кукерската група на село Сопица наброява около 80 души. В нея има участници от всички възрасти. Специално за кукерската група на с. Сопица е сниман филм от телевизия СКАТ. Той е озаглавен „На сурва в Сопица“; от него е видно как се посреща сурва в селото и за участието на групата на фестивала в гр. Брезник. Филмът е сниман през 2005 г. Освен филма, сниман за групата, има и специално направена фотоизложба в архива на ЕИМ при БАН и във фотоархива на Националния етнографски музей за най-малкия кукер на 14 Международен фестивал в гр. Перник 2002 г.: Димитър Николаев Димитров, тогава на 2 години.

## Население
Данни за населението на село Сопица има от 1934 г.
През 1934 г. има 767 жители, през 1946 г. има 799 жители, през 1956 г. има 615 жители, през 1965 г. има 486 жители, през 1975 г. има 320 жители, през 1985 г. има 200 жители, през 1992 г. има 195 жители, през 2001 г. има 155 жители. Преди промените през 1989 г. жителите са работили предимно в ТКЗС и в предприятията на близките градове Брезник и Перник.